# Emmy Damerius-Koenen
Emmy Damerius-Koenen, née Zadach le 15 mars 1903 à Berlin (Allemagne) et morte le 21 mai 1987 dans la même ville, est une femme politique est-allemande. Mariée au militant communiste Helmut Damerius entre 1922 et 1927 puis à l'homme politique communiste Wilhelm Koenen (en), elle est membre du Parti communiste d'Allemagne (KPD), passant la majeure partie de la période hitlérienne en Union soviétique puis en Europe centrale et occidentale. Elle revient en Allemagne en 1945 et s'investit politiquement au début de la République démocratique allemande. Députée à la Chambre du peuple (Volkskammer), elle est présidente de la Ligue démocratique des femmes d'Allemagne (DFD) entre 1948 et 1949.

## Biographie

### Entre-deux-guerres et Seconde Guerre mondiale
Elle naît à Berlin-Rosenthal de parents ouvriers, dans une fratrie de quatre enfants. Après avoir étudié à la Volksschule, elle prend des cours du soir dans une école de commerce. Elle travaille d'abord comme vendeuse chez Heymann & Schmidt GmbH Berlin, une imprimerie d'art, et est ensuite employée chez d'autres imprimeurs. En 1922, elle se marie au militant communiste Helmut Damerius, avec lequel elle s'investit chez Les Amis de la nature et dans le milieu pacifiste. En 1923, elle rejoint la Ligue des jeunes communistes d'Allemagne et en 1924 le Parti communiste d'Allemagne (KPD). Le couple a un enfant, qui meurt en bas âge. Ils divorcent en 1927.
Jusqu'en 1934, elle travaille comme bénévole à plein temps à la direction du KPD pour le district de Berlin-Brandebourg, devenant cheffe de la division féminine. Après la prise du pouvoir par Adolf Hitler en 1933, le KPD et d'autres partis d'opposition sont déclarés illégaux. En 1934, apprenant qu'elle figure sur une liste de la Gestapo, elle s'exile à Moscou pour travailler au secrétariat féminin de l'Internationale communiste. Entre 1935 et 1936, elle fréquente l'université communiste des minorités nationales de l'Ouest à Moscou, utilisant comme pseudonyme Emmy Dublin. Elle vit avec Leo Scharko, un communiste polonais. En 1936, il est arrêté lors des Grandes Purges mais revient finalement quelques semaines plus tard. Bien qu'il n'ait pas révélé grand chose au sujet de son internement, elle déduit qu'il aurait accepté de dénoncer des camarades. Après la fermeture de l'université, elle est envoyée travailler avec les dirigeants du parti à Paris, Prague et Zürich. Depuis Paris, elle correspond avec Leo Scharko, utilisant toutefois de l'encre invisible et des adresses de substitution. Apprenant que le passé scolaire de son conjoint était contesté en raison d'un manque de documents dans son dossier, elle réussit à acquérir une copie de son diplôme, qu'elle lui transmet. Plutôt que de lui venir en aide, le papier est finalement utilisé contre lui pour prouver qu'il avait des liens avec l'Allemagne nazie, une accusation grave en Union soviétique à cette époque. Elle l'écrit plus tard : « À partir 1937, il n'y a plus aucune trace de Leo Scharko ».
Elle se remarie à Wilhelm Koenen (en) en 1937, le couple vivant à Prague. En janvier 1939, ils émigrent en Angleterre et travaillent à Londres. En 1940, elle est internée comme « ennemie étrangère » sur l'île de Man, où elle demeure, jusqu'à sa libération en février 1941. En 1943, elle figure parmi les membres fondateurs du Mouvement allemand libre (Freie Deutsche Bewegung, ou FDB) à Londres et, en 1944, elle est l'une des initiatrices de la commission féminine de la FDB.

### Responsabilités au début de la RDA
Le couple revient en Allemagne en décembre 1945. Elle travaille comme rédactrice à Halle et à Dresde. Elle s'engage dans la création de comités féminins locaux et, en 1946, elle devient vice-présidente du Comité des femmes saxonnes.
Elle joue un rôle prépondérant dans le comité préparatoire qui fonde la Ligue démocratique des femmes d'Allemagne (DFD). Elle prononce le discours principal au Congrès des femmes allemandes pour la paix, qui se tient du 7 au 9 mars 1947, à l'Admiralspalast de Berlin. Ce congrès est également le congrès fondateur du DFD, dont elle devient la vice-présidente. En avril 1948, elle remplace la présidente de l'organisation, Anne-Marie Durand-Wever, qui n'était pas en phase politiquement. Elle est officiellement élue présidente lors du congrès des 29 et 30 mai 1948. Son expérience internationale contribue à faire accepter le DFD comme branche est-allemande par la Fédération démocratique internationale des femmes (FDIF), créée à Paris en 1945 par des communistes et des antifascistes.
Au printemps 1949, elle est contrainte de renoncer à la présidence du DFD, à la suite d'une décision prise en 1949 par le Parti socialiste unifié d'Allemagne (SED), dans un contexte de lutte interne impliquant le secrétariat des femmes du SED, alors dirigé par Elli Schmidt et Katharina Kern. Elli Schmidt lui succède comme présidente de la DFD en mai 1949.

### Autres activités et mort

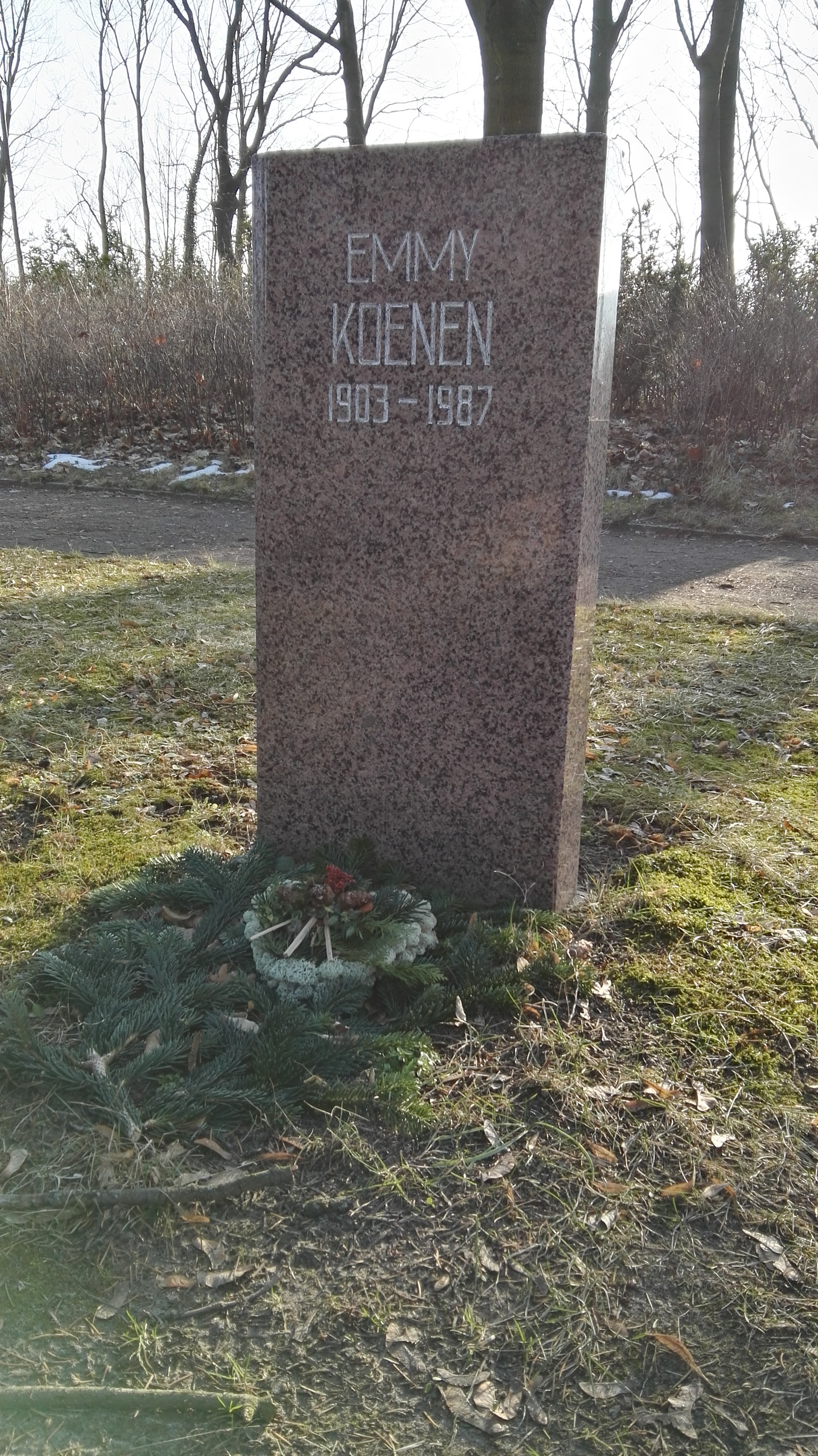
Tombe d'Emmy Damerius-Koenen.

De 1950 à 1958, elle travaille comme rédactrice en chef adjointe à la maison d'édition berlinoise Verlag Die Wirtschaft. Après 1958, elle travaille comme journaliste indépendante et pour son mari, jusqu'à sa mort en octobre 1963. Elle rédige de nombreux articles dans la presse féminine et des souvenirs détaillés sur l'histoire du SED et du DFD.
Elle meurt le 21 mai 1987 dans le quartier de Friedrichshagen de Berlin-Est. Elle est enterrée dans le « Pergolenweg » du mémorial socialiste du cimetière central de Berlin-Friedrichsfelde.